# Epimeria parasitica
Epimeria parasitica ist ein Krebstier aus der Ordnung der Flohkrebse. Die Art lebt im nordöstlichen Atlantik vor Skandinavien und den Britischen Inseln als Parasit der Stachelhäuter Parastichopus tremulus und Porania pulvillus.

## Merkmale
Auffallend ist die dunkelrote Färbung des Flohkrebses, die eine Anpassung an die Farbe seiner Wirtstiere, der Roten Seegurke (Parastichopus tremulus) und des roten Seesterns Porania pulvillus zu sein scheint. Rot ist für Organismen größerer Meerestiefen eine Tarnfarbe, da der Rotanteil des Lichts mit zunehmender Tiefe im Wasser stärker absorbiert wird als andere Farben. Epimeria parasitica wird knapp einen Zentimeter lang.

## Lebensraum
Die Seegurke Parastichopus tremulus und mit ihr die parasitierende Epimeria lebt im Nordmeer an der Küste Norwegens, in der Nordsee, vor den Shetland-Inseln und den Hebriden bis vor die westlichen Küsten Schottlands und Irlands und die spanische Atlantikküste. Sie kommt im Benthos der Tiefe zwischen 20 und 100 Metern vor. Der Seestern Porania pulvillus, der ebenfalls von Epimeria parasitica befallen werden kann, ist im selben Lebensraum sehr häufig. Er kommt auch vor den Küsten Englands vor und bewohnt Tiefen bis 300 m, manchmal auch größere Tiefen. Das Verbreitungsgebiet von Epimeria parasitica erstreckt sich nach neueren Funden bis ins westliche Mittelmeer.
Epimeria lebt auf diesen Wirtstieren als Ektoparasit und ernährt sich von Hautsubstanzen.